# Blanca Merino
Blanca Merino Lizana (Santiago, 1893 - febrero de 1973) fue una escultora y artista visual chilena.  

## Biografía
Comienza su formación artística en la Academia de Bellas Artes de Santiago. Coincidiendo con el cierre de la Academia de Bellas Artes a mediados de 1928 durante el gobierno de Carlos Ibáñez del Campo, para la posterior fundación de la Facultad de Bellas Artes en la Universidad de Chile, es que Merino en el año 1929 parte de viaje de perfeccionamiento a París donde recibió lecciones de Charles Despiau, Aristide Maillol y Rivol. Durante el año 1930 la artista participa en el Salón de Paris donde recibe "favorables comentarios de parte de la crítica" local. Para octubre de 1931 se anuncia el regreso de Blanca Merino tras su viaje por Europa.
Hacia la segunda mitad del siglo xx es posible encontrar distintos monumentos públicos elaborados por artistas mujeres en el espacio urbano local, lugar anteriormente reservados casi exclusivamente para artistas masculinos. Es así que, en este contexto, desde 1947 podemos encontrar la obra "Manuel Rodríguez" ubicada en el Parque Bustamante de Santiago. Junto a los espacios tradicionales para el emplazamiento de la escultura, podemos encontrar obras en espacios alternativos para el emplazamiento de obras. En el Cementerio General y el Cementerio Católico una escultura de Blanca Merino en la bóveda de la Familia Salamanca O’Neil, el Non omnis moriar en la tumba de sus padres y El regazo ejecutada por la misma en 1935.
Blanca Merino obtiene diversos premios en certámenes y exposiciones tanto en Chile como en otros países. Entre ellas destacan las siguientes: Medalla de Honor en el Salón anual de Bellas Artes de Santiago de 1913, Medalla de Tercera Clase en el Salón de 1914, Medalla de Segunda Clase en el Salón de Santiago de 1916, Medalla de Primera Clase en el Salón de 1917, Mención Honorífica Salón de la Sociedad de los Artistas Franceses de 1930, Medalla de Honor en 1935 en el Salón de la Sociedad Nacional de Bellas Artes.

## Obras

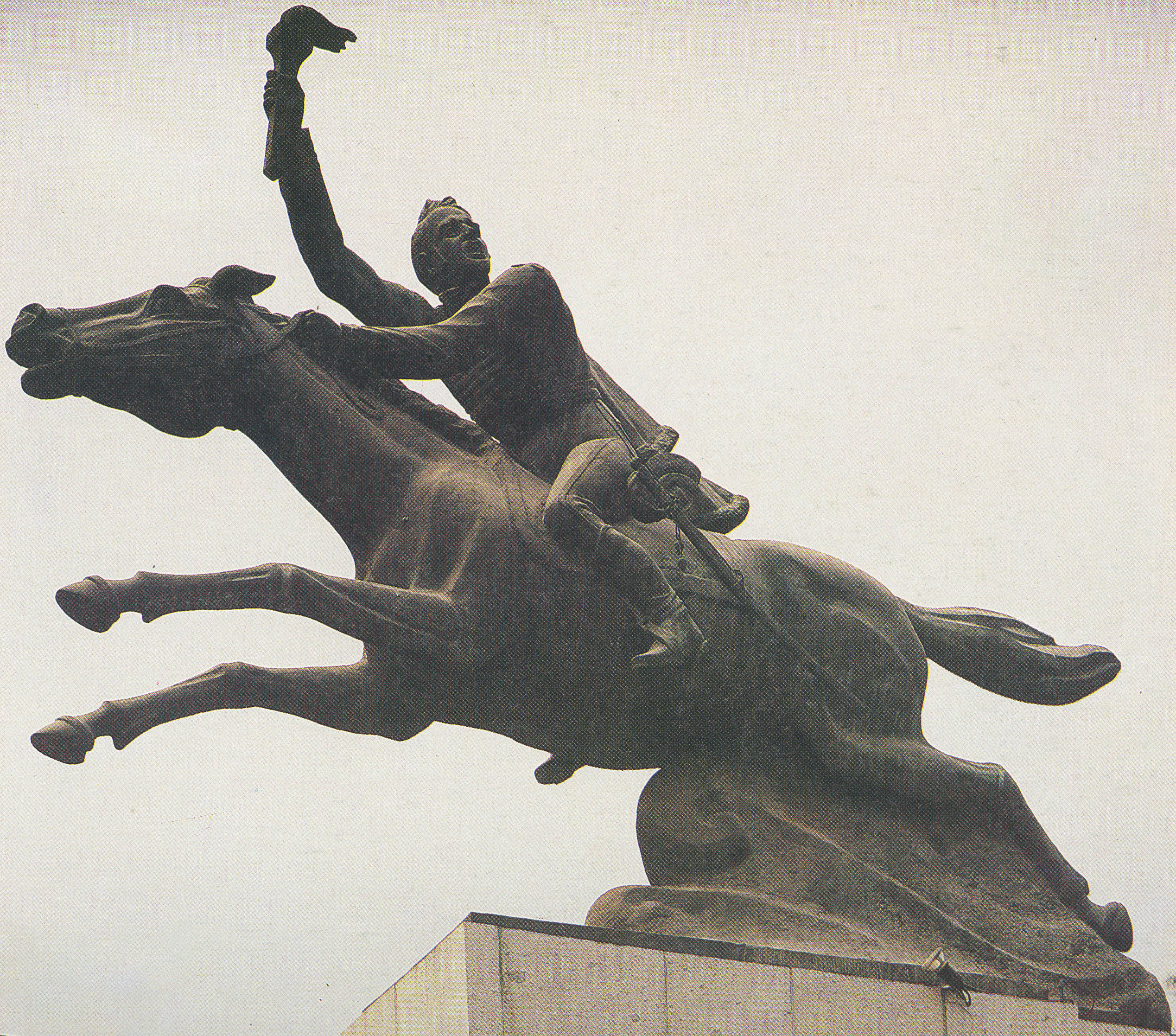
"Monumento a Manuel Rodríguez" en el Parque Bustamante.

- Monumento Manuel Rodriguez, presentado en el Salón de Santiago de 1942 e instalado en 1947 en el Parque Bustamante, Santiago.
- Liberación, obra en yeso presentada en el Salón de Santiago de 1938 y ganadora del premio Club de la Unión.[4] Posteriormente talla la inscripción "Non omnis moriar" y la sitúa en el Cementerio General, Santiago de Chile en la tumba de sus padres.
- El último regazo, 1935. Cementerio General, Santiago.
- Escultura en yeso de Ruperto Marchant Pereira presentada en el Salón de Santiago de 1936[5] y en el Salón Nacional de 1941.[6] El crítico P. Sienna (posiblemente Pedro Sienna) señala al respecto de esta obra "Blanca Merino ha enviado una estatua en yeso de don Ruperto Marchant, de líneas secas, sobrias, estilizadas en los paños, sobre las que se anima una cabeza de evangélica expresión, muy ajustada al carácter de su modelo."[7] En 1936 la obra obtiene el premio Rotary Club[6]
- Retrato de P. de F exhibido en el Salón de Santiago de 1913.[8]
- Maqueta en yeso del Monumento Monseñor Errázuriz, obtiene el premio premio Rotary Club en 1934,[6] expuesta en el Salón Nacional de la Sociedad Nacional de Bellas Artes de 1939 y en el Salón Nacional de Santiago en 1941.

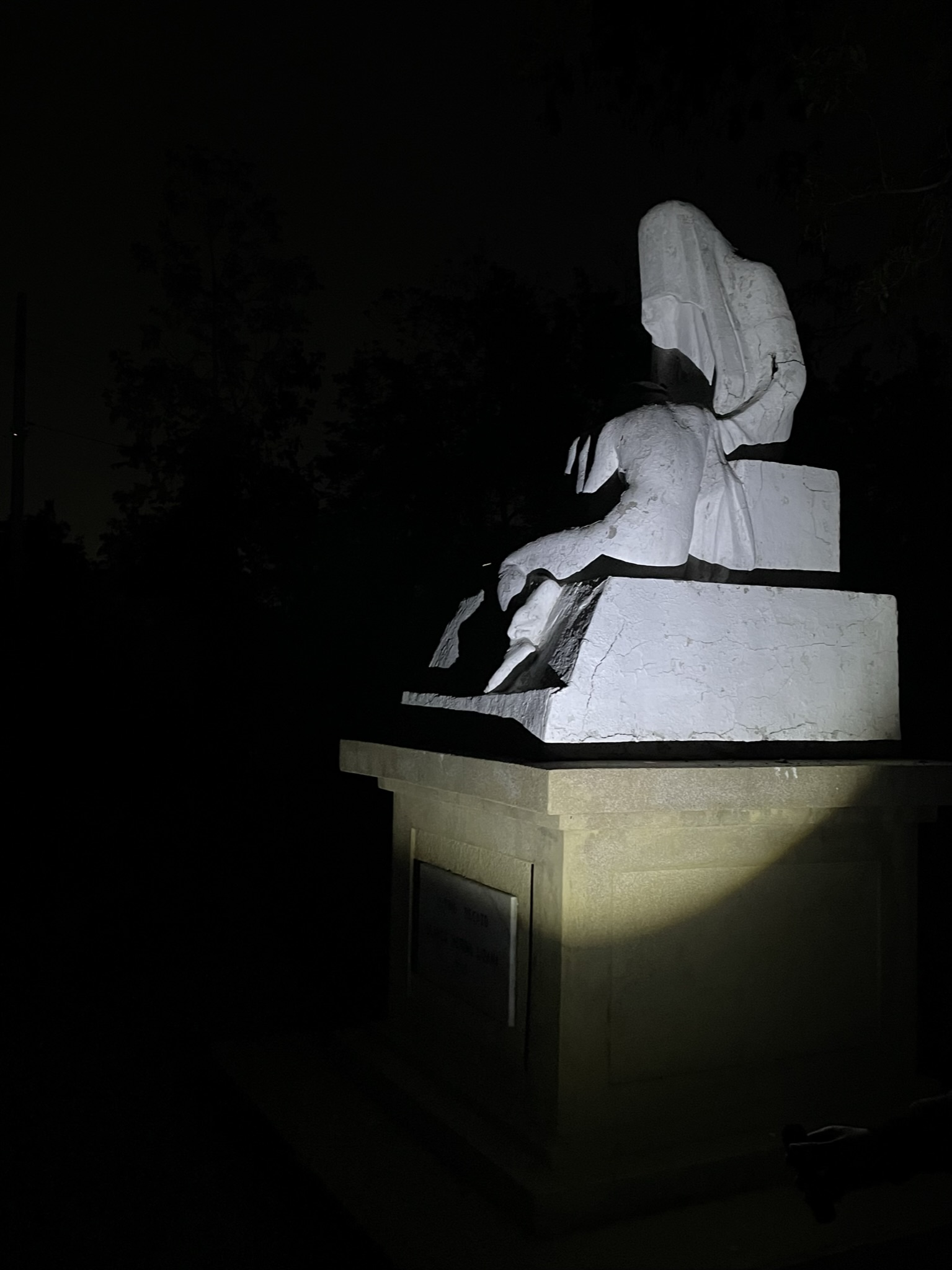
"El Último regazo" en el Cementerio General de Santiago.